# Lucasprijs
De Lucasprijs is een prijs die jaarlijks door de gemeente 's-Hertogenbosch beschikbaar gesteld wordt en bestemd is voor de meest veelbelovende Bossche eindexamenstudent van de Akademie voor Kunst en Vormgeving St. Joost in Breda en 's-Hertogenbosch. De prijs is vernoemd naar de schutspatroon van de schilders, Sint-Lucas.
Naast het prijsbedrag van 2500 euro krijgt de winnaar ook een jaar een eigen atelier ter beschikking, een expositie in de Willem II Fabriek en krijgt hij of zij coaching en begeleiding door gevestigde kunstenaars. Daarnaast wordt er sinds 2016 ook een Jheronimus Atelierprijs uitgereikt, welke vernoemd is naar de Bossche schilder Jheronimus Bosch.

## Winnaars Jheronimus Atelierprijs 's-Hertogenbosch
- 2022 - Justin Reinir Croes
- 2021 - Isamo Thissen
- 2020 - Manon Jeuken[1]
- 2019 - Marloes Vreeswijk[2]
- 2018 - Wies Paree & Dylan van de Wal
- 2017 - Anne Roos Hosters & Tim Verbakel
- 2016 - Raquel Vermunt

## Winnaars Lucasprijs
- 2022 - Lotte Meeuse
- 2021 - Jerrold Saija
- 2020 - Daan Mulder
- 2019 - Pjotr van Leeuwen
- 2018 - Wies Paree
- 2017 - Jeroen Nissen
- 2016 - Marieke de Zwart
- 2015 - Wesley van Groenland
- 2014 - Jurian Strik
- 2013 - Floo Krepcik
- 2012 - Niels van de Spijker
- 2011 - Femke Dekkers
- 2010 - Marit Maes
- 2009 - Joke Vrij
- 2008 - Marcel Dingemanse
- 2007 - Dorien de Wit
- 2006 - Jak Peters
- 2005 - Lieke Snellen
- 2004 - Martijn Sanders
- 2003 - Eef Augustinus
- 2002 - Raoul Wassenaar
- 2001 - Tomas Schats
- 2000 - Michiel den Bokum
- 1992 - Frank Verheggen